# 小野智子
小野智子（おの ともこ、1979年11月27日 - ）は女優、タレント。東京都出身。4歳の時から子役として活躍。2000年芸能界引退。

## テレビ
- 天才てれびくん「転校生マオ」
- 家なき子2
- 智子のMy Best Video
- DAISUKI!
- タモリのネタでNIGHTフィーバー!
- 超!よしもと新喜劇
- 神谷町ライブ
- 月曜ドラマスペシャル「痛快ミステリー!ホステス探偵危機一髪!!」（1999年6月14日、TBSテレビ）

## 映画
- ときめきメモリアル

## CM
- 藤沢薬品 - プレコール